# Eudromiella chopardi
Eudromiella chopardi är en kackerlacksart som beskrevs av Morgan Hebard 1926. Eudromiella chopardi ingår i släktet Eudromiella och familjen småkackerlackor. Inga underarter finns listade i Catalogue of Life.